# Musée des arts islamiques de Malaisie

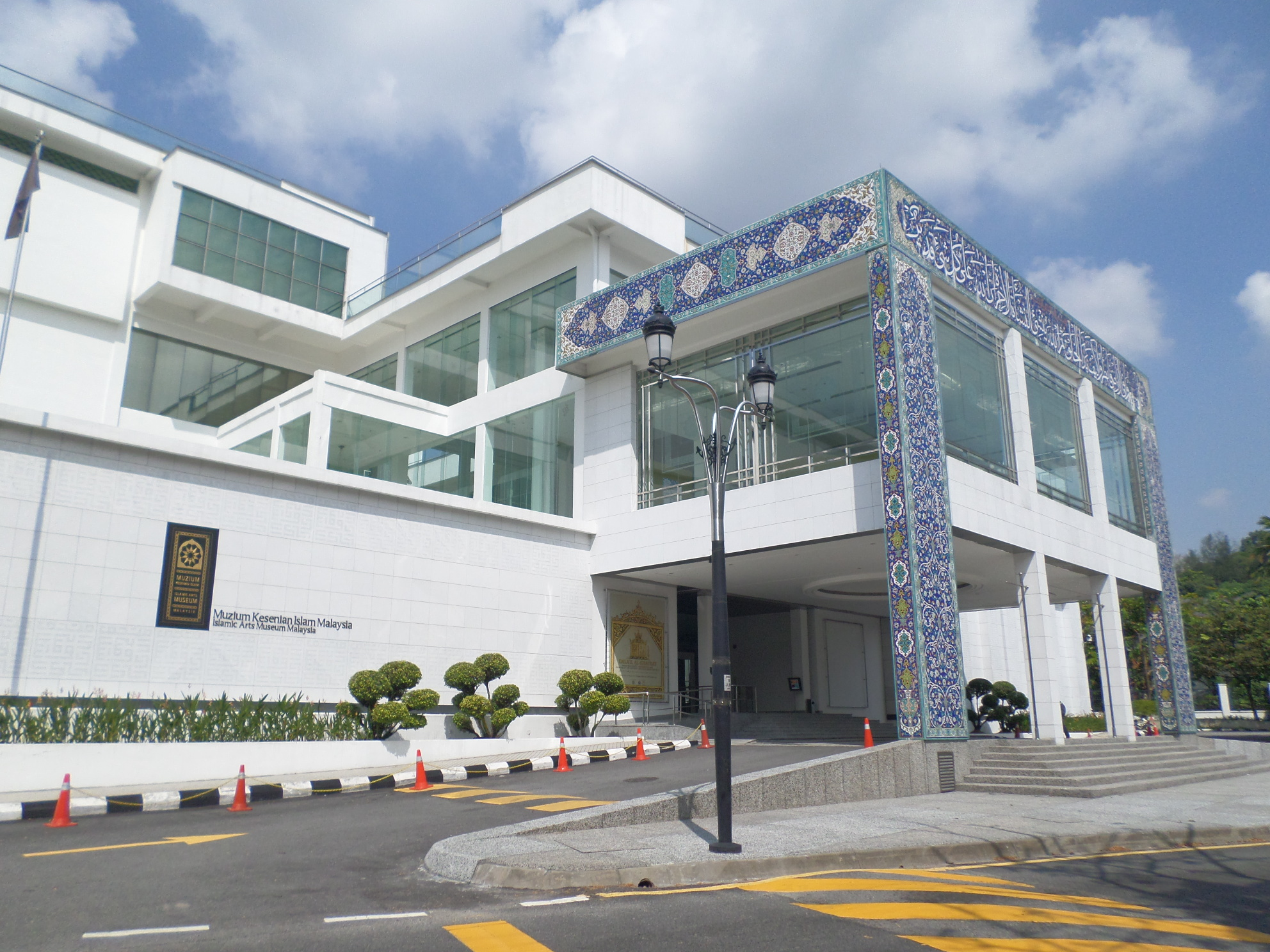
Musée des arts islamiques de Malaisie

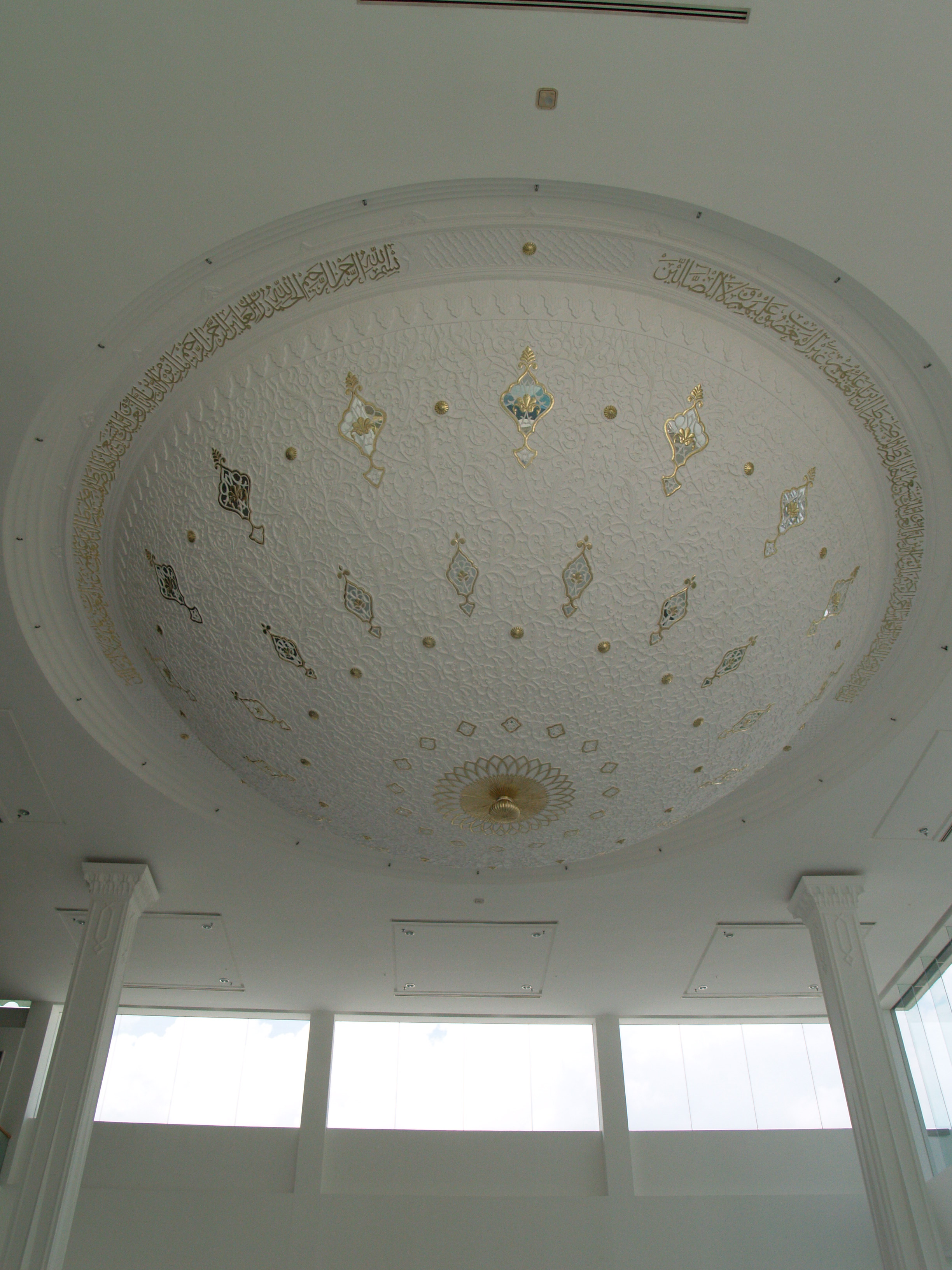
Dôme inversé dans le musée

Le Musée des arts islamiques de Malaisie (IAMM) ouvert le 12 décembre 1998 est le plus grand musée d'art islamique en Asie du Sud-Est. Situé à Jalan Lembah Perdana, au centre de Kuala Lumpur, il s'étend sur 4 étages et couvre une surface de 30 000 m2. Décoré par des artisans d'Iran et d'Ouzbékistan, il abrite 12 galeries et possède 5 dômes représentant les 5 piliers de l'islam. Il renferme 6 000 objets d'arts, dont 200 manuscrits islamiques et la plus grande maquette au monde de la Mosquée al-Haram de La Mecque. La construction du musée a coûté 70 millions de [Quoi ?].
Les 12 galeries permanentes sont :
- Art de la mosquée et art architectural
- Galerie des manuscrits coraniques
- Galerie de l'art islamique du monde chinois
- Galerie de l'art islamique du monde malais
- Galerie de l'art islamique du monde indien
- Galerie de la céramique et des verreries
- Galerie du textile
- Galerie de la ferronnerie
- Galerie des bijoux
- Galerie des armes
- Galerie de la numismatique
- Galerie Living with wood